# Bloch MB.120
Bloch MB.120 là một loại máy bay vận tải tới thuộc địa của Pháp do hãng Société des Avions Marcel Bloch chế tạo trong thập niên 1930.

## Biến thể
- MB.120.01: Mẫu thử.
- MB.120: Phiên bản sản xuất. 10 chiếc.

## Quốc gia sử dụng
Pháp
- Air Afrique
- Không quân Pháp

## Tính năng kỹ chiến thuật (M.B.120)
Đặc điểm tổng quát
- Kíp lái: 3
- Chiều dài: 15,30 m (50 ft 2¼ in)
- Sải cánh: 20,54 m (67 ft 4¾ in)
- Chiều cao:  ()
- Diện tích cánh: 61 m² (656,62 ft²)
- Trọng lượng rỗng: 3.700 kg (8.157 lb)
- Trọng lượng cất cánh tối đa: 6.000 kg (13.288 lb)
- Động cơ: 3 × Lorraine Algol 9Na, 224 kW (300 hp)  mỗi chiếc

 Hiệu suất bay 
- Vận tốc cực đại: 260 km/h (162 mph)
- Trần bay: 6.300 m (20.670 ft)